# Згорња Корена
Згорња Корена (словен. Zgornja Korena) је насељено место у општини Дуплек, Подравска регија, Словенија.

## Историја
До територијалне реорганизације у Словенији била је у саставу старе општине Марибор.

## Становништво
У попису становништва из 2011. године, Згорња Корена је имала 419 становника.
| Број становника према пописима | Број становника према пописима | Број становника према пописима |
| ------------------------------ | ------------------------------ | ------------------------------ |
| 1991                           | 2002                           | 2011                           |
| 437                            | 376                            | 419                            |

## Галерија
- поглед према Похорју
- пејзаж